# Bataille de Krefeld
Batailles
- Minorque (navale) (1756)
- Pirna (1756)
- Lobositz (1756)
- Reichenberg (1757)
- Prague (1757)
- Kolin (1757)
- Hastenbeck (1757)
- Gross-Jägersdorf (1757)
- Moys (1757)
- Rochefort (1757)
- Rossbach (1757)
- Breslau (1757)
- Leuthen (1757)
- Carthagène (navale) (1758)
- Olomouc (1758)
- Saint-Malo (1758)
- Rheinberg (1758)
- Krefeld (1758)
- Domstadl (1758)
- Cherbourg (1758)
- Zorndorf (1758)
- Saint-Cast (1758)
- Tornow (1758)
- Lutzelberg (1758)
- Hochkirch (1758)
- Bergen (1759)
- Kay (1759)
- Minden (1759)
- Kunersdorf (1759)
- Neuwarp (navale) (1759)
- Hoyerswerda (1759)
- Baie de Quiberon (navale) (1759)
- Maxen (1759)
- Meissen (1759)
- Glatz (1760)
- Landshut (1760)
- Corbach (1760)
- Emsdorf (1760)
- Dresde (1760)
- Warburg (1760)
- Liegnitz (1760)
- Rhadern (1760)
- Berlin (1760)
- Kloster Kampen (1760)
- Torgau (1760)
- Belle-Île (1761)
- Langensalza (1761)
- Cassel (1761)
- Grünberg (1761)
- Villinghausen (1761)
- Ölper (1761)
- Kolberg (1761)
- Wilhelmsthal (1762)
- Burkersdorf (1762)
- Lutterberg (1762)
- Reichenbach (1762)
- Almeida (1762)
- Valencia de Alcántara (1762)
- Nauheim (1762)
- Vila Velha de Ródão (1762)
- Cassel (1762)
- Freiberg (1762)

- Jumonville Glen (1754)
- Fort Necessity (1754)
- Fort Beauséjour (1755)
- 8 juin 1755
- Monongahela (1755)
- Petitcoudiac (1755)
- Lac George (1755)
- Fort Bull (1756)
- Fort Oswego (1756)
- Kittanning (1756)
- En raquettes (1757)
- Pointe du Jour du Sabbat (1757)
- Fort William Henry (1757)
- German Flatts (1757)
- Lac Saint-Sacrement (1758)
- Louisbourg (1758)
- Le Cran (1758)
- Fort Carillon (1758)
- Fort Frontenac (1758)
- Fort Duquesne (1758)
- Fort Ligonier (1758)
- Québec (1759)
- Fort Niagara (1759)
- Beauport (1759)
- Plaines d'Abraham (1759)
- Sainte-Foy (1760)
- Neuville (1760)
- Ristigouche (navale) (1760)
- Mille-Îles (1760)
- Signal Hill (1762)

- Cap-Français (1757)
- Martinique (1759)
- Guadeloupe (1759)
- Dominique (1761)
- Martinique (1762)
- Cuba (1762)

- Chandernagor (1757)
- Plassey (1757)
- Gondelour (1758)
- Négapatam (navale) (1758)
- Condore (1758)
- Madras (1758)
- Pondichéry (navale) (1759)
- Masulipatam (1759)
- Chinsurah (1758)
- Wandiwash (1760)
- Pondichéry (1760-1761)
- Manille (1762)

- Saint-Louis (1758)
- Gorée (1758)
- Gambie

La bataille de Krefeld (également écrit Crefeld) eut lieu le 23 juin 1758, pendant la guerre de Sept Ans, entre les troupes hanovriennes, commandées par Ferdinand de Brunswick-Lunebourg, frère du duc de Brunswick et les troupes françaises commandées par Louis de Bourbon-Condé, comte de Clermont.

## Préambule
Les Hanovriens sont passés sur la rive gauche du Rhin et menacent désormais les frontières de la France. Louis de Bourbon-Condé, le nouveau commandant français, choisit de se placer en position défensive derrière un canal fortifié. Mais, après une feinte sur la droite française, Brunswick traverse le canal hors de vue des Français et émerge d'une zone boisée sur la gauche française. 

## Bataille
Le flanc gauche français est écrasé faute de renforts envoyés à temps mais parvient néanmoins à se défendre suffisamment longtemps pour éviter une totale déroute, permettant à l'armée de se retirer en bon ordre.
Le régiment de Touraine, posté dans un bois le long de la rivière de Niers, où s'appuyait la gauche de l'armée, essuie pendant trois heures un feu terrible, repousse trois attaques de l'ennemi, et est finalement obligé de se replier avec de grandes pertes, mais il en avait fait éprouver de plus sensibles encore à l'ennemi.

## Conséquence et bilan
L'armée française se retire sous les murs de Cologne .
Le comte de Clermont est relevé de son commandement à la suite de cette défaite et remplacé par le maréchal de Contades.
Le comte de Gisors est tué lors de la bataille et Edme Henri de Beaujeu, alors cornette au régiment Royal-Piémont cavalerie, y est blessé d’un coup de biscaïen à l'épaule droite.

## Sources
- (en) Cet article est partiellement ou en totalité issu de l’article de Wikipédia en anglais intitulé « Battle of Krefeld » (voir la liste des auteurs) dans sa version du 26 novembre 2007.